# LILRB4
LILRB4 (англ. Leukocyte immunoglobulin-like receptor subfamily B member 4; CD85K) — мембранный белок семейства иммуноглобулиноподобных рецепторов, входящих в суперсемейство иммуноглобулинов. Продукт гена человека LILRB4.

## Функции
Ген LILRB4 входит в семейство иммуноглобулиноподобных рецепторов лейкоцитов, кластер которого у человека расположен в хромосомном регионе 19q13.4. Белок принадлежит к подсемейству класса B лейкоцитарных рецепторов, которые отличаются наличием от 2 до 4 внеклеточных иммуноглобулярных доменов, трансмембранного домена и от 2 до 4 цитоплазматических ингибиторных мотивов ITIM. Рецептор экспрессируется на иммунных клетках, где он связывается с молекулами главного комплекса гистосовместимости класса MHC-I на поверхности антигенпрезентирующих клеток и переносит негативный сигнал, который ингибирует стимулирование иммунного ответа. LILRB1 контролирует воспаление и цитотоксическую реакцию для обеспечения направленного иммунного ответа и ограничения аутоиммунной реакции.
LILRB4 является рецептором для антигенов главного комплекса гистосовместимости класса MHC-I и распознаёт широкий спектр аллелей HLA-A, HLA-B, HLA-C и HLA-G. Играет роль в ингибирование иммунного ответа и развитие иммунотолерантности в отношении транспланта. Отрицательно воздействует на TNFRSF5-опосредованные сигнальные пути и повышение экспрессии фактора транскрипции NF-κB. Ингибирует рецептор-опосредованное фосфорилирование клеточных белков и внутриклеточную мобилизацию ионов кальция.

## Структура
LILRB1 состоит из 448 аминокислот, молекулярная масса 49,4 кДа. Описано по крайней форме 3 изоформы белка.

## Взаимодействия
LILRB4 взаимодействует с фосфатазами PTPN6 и INPP5D (SHIP-1).